# Paul Simonon
Pour les articles homonymes, voir Simonon.
Paul Gustave Simonon (né le 15 décembre 1955 à Brixton, Londres) est un peintre et musicien anglais. Il est plus connu comme ayant été le bassiste du groupe de punk rock The Clash mené par Joe Strummer.
On lui doit l'une des chansons les plus mémorables du groupe : The Guns of Brixton, apparue sur l'album London Calling.

## Biographie
Il a grandi dans la banlieue jamaïcaine de Brixton au sud de Londres (Angleterre), d'où sa grande passion pour le reggae.
Avant de se lancer dans la musique, il a suivi une école d'art de Londres. C'est ainsi qu'il rencontre Mick Jones qu'il rejoint chez London SS.
Il fut le seul membre des Clash avec Joe Strummer à rester jusqu'à la dissolution du groupe en 1985. Après cela il retourne à sa première passion, la peinture. Pour Tighten Up Vol.88, le troisième album de Big Audio Dynamite (groupe de Mick Jones), il réalise d'ailleurs la pochette.
Il décide pourtant après plusieurs années d'inactivité musicale de former un nouveau groupe, Havana 3a.m.. Le groupe ne sortit cependant qu'un seul album, en 1991.
Entretemps, il avait également participé à l'album de Bob Dylan Down in the Groove.
Il rejoint en 2006 Damon Albarn, leader de Blur et Gorillaz, pour le projet The Good, the Bad and the Queen.
Il participe également à Plastic Beach, la chanson éponyme de l'album de Gorillaz sorti en 2010. Il collabore à nouveau avec le groupe britannique sur un titre de The Fall, un album enregistré en tournée sur l'iPad de Damon Albarn.
En 2023, paraît l'album Can we do tomorrow another day ? (chez Sony), fruit de sa collaboration avec Galen Ayers (fille de Kevin Ayers), sous le nom de Galen & Paul.

## London Calling
Le 21 septembre 1979, lors du concert des Clash au Palladium (en) de New York, Paul Simonon détruit sa basse dans un excès d'énergie. Présente dans les coulisses, Pennie Smith prend une photographie du geste.
L'œuvre est alors utilisée sur la pochette de l'album London Calling, devenant l'un des clichés les plus célèbres du rock, bien que Simonon fût contre le fait d'utiliser cette photo. C'est, d'après ses dires, la seule fois qu'il cassa son instrument volontairement sur scène.
La guitare basse fracassée est d'ailleurs exposée au Rock and Roll Hall of Fame de Cleveland.